# Lipovača (Bośnia i Hercegowina)
Lipovača (cyr. Липовача) – wieś w Bośni i Hercegowinie, w Republice Serbskiej, w gminie Šipovo. W 2013 roku liczyła 138 mieszkańców.